# Elle voit des nains partout
 (août 2017).
Si vous disposez d'ouvrages ou d'articles de référence ou si vous connaissez des sites web de qualité traitant du thème abordé ici, merci de compléter l'article en donnant les références utiles à sa vérifiabilité et en les liant à la section « Notes et références ».
Cet article concerne la pièce de théâtre. Pour le film de Jean-Claude Sussfeld, voir Elle voit des nains partout !.
Elle voit des nains partout est une pièce de théâtre écrite et mise en scène par Philippe Bruneau. Elle est une adaptation libre du conte de Blanche-Neige.
Dans sa création originale, elle a été interprétée notamment par Philippe Bruneau et Claire Nadeau sur la scène parisienne du café-théâtre La Cour des miracles en 1975, puis au Splendid et au théâtre de la Gaîté-Montparnasse à Paris.
La pièce a été adaptée au cinéma en 1982 sous le titre Elle voit des nains partout !, le film étant réalisé  par Jean-Claude Sussfeld.

## Argument
Le roi fait les cent pas, la reine est en train d'accoucher. À son grand désespoir cependant, elle ne met pas au monde un valeureux guerrier, mais une frêle petite fille au teint pâle. Étant très pâle et sa mère étant perse[pas clair], l'enfant s'appellera Blanche-Neige. Ayant perdu sa femme pendant l'accouchement sans avoir obtenu le fils espéré, le roi décide de chasser l'enfant, la servante et le connétable.
Pour couronner le tout, une méchante fée décide de lancer un sort à la toute jeune Blanche-Neige : elle sera obsédée sexuelle, pour toujours.

## Distribution

### Distribution originale (1975)
- Philippe Bruneau : le connétable / le roi d'Angleterre
- Claire Nadeau : Blanche-Neige / Amelys / la fée Justine
- Michel Puterflam : le roi / la fée Carabosse / un homme dans la forêt / la Mort
- Michèle Moretti : la Fée des Neiges / la fée Juliette / la reine Germaine / la fée Mélusine
- Gérard Lanvin : le cuisinier italien / le Petit Poucet / le prince charmant
- Carole Dagenais : la fée Huguette / le Petit Chaperon rouge

### Distribution de 1995
- Véronique Barrault : Blanche-Neige / Amelys / la fée Justine
- Fabien Kachev : le cuisinier italien / le Petit Poucet / le prince charmant
- Éric Le Roch : le connétable / le roi d'Angleterre
- Philippe Manesse : le roi / la fée Carabosse / un homme dans la forêt / la Mort
- Florence Maury : la fée Huguette / le Petit Chaperon rouge
- Cathy Vagnon : la Fée des Neiges / la fée Juliette / la reine Germaine / la fée Mélusine